# Comisión de investigación de los atentados del 11 de marzo de 2004
La Comisión de investigación de los atentados del 11 de marzo de 2004 fue creada por el Parlamento Español el 27 de mayo de 2004 con el fin de esclarecer las circunstancias bajo las que se produjeron los atentados del 11 de marzo de Madrid y las actuaciones policiales y políticas anteriores y posteriores a los mismos.

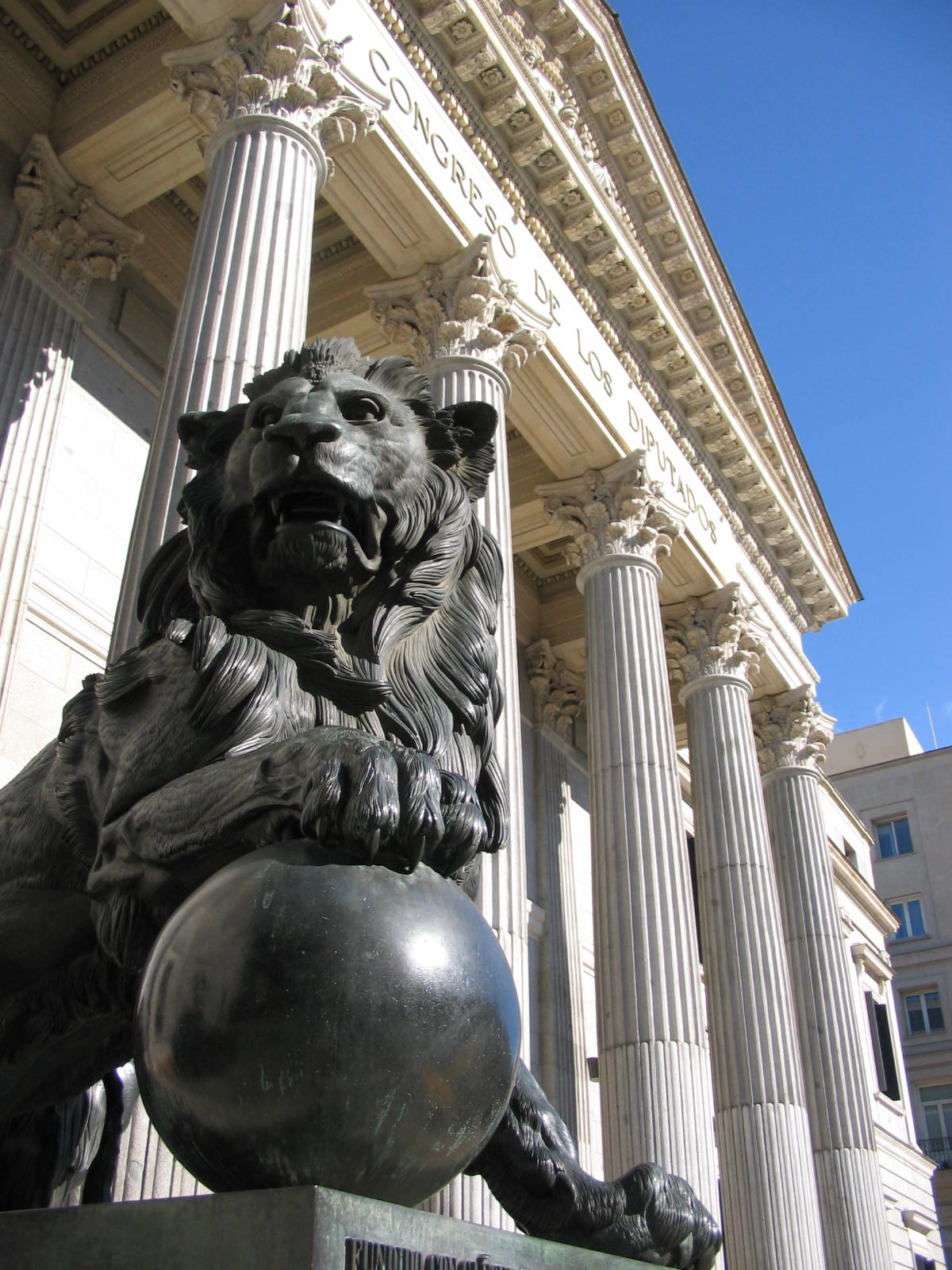
Fachada principal del Congreso de los Diputados de España, sede de la Comisión parlamentaria que durante parte de 2004 y 2005 trató de esclarecer los hechos acontecidos con posterioridad a los atentados del 11-M.

## Los comisionados
Para la constitución de esta comisión se consensuó la figura del presidente en la persona de Paulino Rivero a propuesta de los dos grupos parlamentarios mayoritarios y el asentimiento del resto. La comisión se compuso de los siguientes miembros: 
Presidente
- Paulino Rivero Baute, diputado y portavoz parlamentario de Coalición Canaria.

Vicepresidente
- Ángel Martínez Sanjuán, diputado del PSOE.

Secretario
- Ignacio Gil Lázaro, diputado del PP.

Vocales
- Por el Partido Socialista Obrero Español:
  - Antonio Hernando
  - Álvaro Cuesta
  - Juan Luis Rascón Ortega
  - Gloria Rivero
- Por el Partido Popular:
  - Alicia Castro
  - Vicente Martínez-Pujalte
  - Manuel Atencia
  - Jaime Ignacio del Burgo
- Por Esquerra Republicana de Catalunya:
  - Joan Puig
- Por Convergència i Unió:
  - Jordi Jané i Guasch
- Por el Partido Nacionalista Vasco:
  - Emilio Olabarría
- Por Izquierda Unida:
  - Gaspar Llamazares
- Por el Grupo Mixto:
  - José Antonio Labordeta

## Los comparecientes
La Comisión dio comienzo a las comparecencias el 6 de julio de 2004, y a lo largo de varios meses, especialmente durante julio y octubre de ese mismo año, fueron respondiendo a las preguntas de los comisionados diversos personajes relevantes del gobierno actual y del anterior, así como de las fuerzas de seguridad del estado y especialistas en diversas materias, desde la medicina forense hasta expertos en terrorismo.
Por orden cronológico, las comparecencias fueron las siguientes:

### 6 de julio de 2004

#### Luis Garrudo Hernández
El sr. Garrudo era el día de los atentados portero de la finca de Alcalá de Henares donde se halló la furgoneta Renault Kangoo blanca con las primeras pistas para la investigación.
El sr. Garrudo aseguró haber visto a tres hombres cerca de la furgoneta poco antes de las siete de la mañana, y cómo uno de ellos iba —con un bolso o mochila— hacia la estación de cercanías de Alcalá de Henares. Posteriormente, y tras saber del atentado, recordó el extraño incidente y se lo comentó al presidente de la comunidad de vecinos donde trabajaba, avisando este sobre las 10:30 a la policía que inmediatamente identificaron el vehículo abandonado como robado.
Aseguró también el sr. Garrudo que en el transcurso de sus declaraciones a la policía, y ante su insistencia para que recordara más detalles, mencionó que tenía la intuición de que eran extranjeros, pero sin poder afirmarlo. También declaró ante la Comisión que en conversación coloquial con los policías que aquel día le transportaron a declarar, uno de ellos le dijo que no creía que el atentado hubiera sido obra de ETA, aunque asentían el discurso del Ministro Acebes donde se afirmaba la autoría de ETA.
A preguntas del sr. Jané, el sr. Garrudo afirmó que la policía abrió el vehículo y lo inspeccionó visualmente poco antes de la una del mediodía, localizando los detonadores que había en su interior, hora ante la cual el sr. Jané hizo notar que el documento 11-M, toda la verdad en tiempo real, facilitado por el anterior gobierno hay dos horas, una las 14.15, en la cual consta que se concluye la inspección ocular donde está la furgoneta, y a las 15.30, o sea, antes de las cuatro de la tarde, llegada de la furgoneta a las dependencias centrales de la policía en Canillas, inspección ocular y detección de siete detonadores y una cinta de casete y que según la declaración ya se habían encontrado antes los detonadores.
A preguntas del sr. Labordeta, el sr. Garrudo aseguró además que sobre las siete o las ocho de la tarde del día 11, la policía le mostró a efectos de una posible identificación algunas fotografías de personas, la mayoría hombres que parecían de raza árabe.

#### Carmen Baladía Olmedo
La sra. Baladía compareció en la Comisión como directora del Instituto Anatómico Forense de Madrid.
Tras hacer una exposición de los acontecimientos en el Instituto Anatómico Forense y en el pabellón 6 de IFEMA, dijo que sobre la madrugada del 12 de marzo pudieron ir devolviendo cuerpos a los familiares, y que de aquellas instalaciones salieron unos 155 cadáveres tras las correspondientes autopsias. Expresó su preocupación por la correcta identificación y conservación de los cuerpos y aseguró que todas las autoridades proporcionaron lo necesario en el momento adecuado para su trabajo.
Entre sus declaraciones destacan la de que no se terminó el levantamiento de cadáveres en las estaciones hasta las 18:00 horas del día 11 de marzo. Asimismo, y a preguntas del sr. Jané, aseguró que, al contrario de lo expuesto en el documento 11-M, toda la verdad en tiempo real, ya citado en la anterior comparecencia, en sus conclusiones tras las autopsias no se decía nada sobre la presencia de terroristas suicidas entre los muertos, por lo que no se debía concluir en aquel momento si hubo o no terroristas suicidas según su informe.
Al mismo tiempo, la sra. Baladía expuso una serie de recomendaciones sobre la operativa forense en casos de catástrofes, incidiendo en la necesidad de la presencia de técnicos forenses en las fases preliminares y de levantamiento de cadáveres.

#### Eduardo Blanco González
El sr. Blanco compareció en calidad de comisario de Alcalá de Henares.
Previamente a la comparecencia del sr. Blanco, el sr. Jaime del Burgo presentó una cuestión de orden relacionada con la presencia en la sala de superiores jerárquicos del compareciente, cuestión que se solventó al pedir el sr. presidente de la Comisión que aquellas personas que no estuvieran debidamente acreditadas salieran de la sala.
En su relato de los hechos, el sr. Blanco dijo que, avisados a las 10:30 por el presidente de la comunidad de vecinos donde trabaja el sr. Garrudo de la presencia de la furgoneta, se averiguó a las 10:50 que el citado vehículo era robado, y los equipos TEDAX procedieron a abrir la furgoneta tras determinar la inexistencia de explosivos y que, tras una inspección ocular donde no se localiza nada, el vehículo fue precintado sobre las 12:30 y transportado a las 14:15 a Madrid, donde llegó a las 15:15.
También dijo que a partir de las 19:00 del día 11 recibió informaciones de los mandos policiales de Madrid sobre la apertura de una línea de investigación que implicaba a personas de origen árabe en los atentados.

### 7 de julio de 2004

#### Juan Jesús Sánchez Manzano
El sr. Sánchez compareció como comisario Jefe de los TEDAX-NRBQ.  
En primer lugar relató las actuaciones de los TEDAX inmediatamente posteriores a los atentados, y dijo que sobre las 8:30 se localizó un artefacto sin explosionar en la estación de El Pozo y momentos después otra en la estación de Atocha y que los TEDAX, antes de neutralizarlas, observaron el color blanco de la sustancia explosiva. Indicó que sobre las 12:30 llegaron a los laboratorios los primeros restos con impregnaciones de la explosión y a las 14:00 horas se identificaron componentes de la dinamita al encontrarse restos de nitroglicerina, sin que se pudiera determinar la marca. Explicó que sin sustancia explosiva entera, es decir, restos de material explosivo, no se puede averiguar la marca. Cuando hay resto de material explosivo entero, sin explosionar, se envían a Policía Científica y entonces sí se puede saber la marca.
Sobre las 15:00 se le comunicó el hallazgo de la furgoneta de Alcalá de Henares y aseguró ante la Comisión que los detonadores y un trozo de cartucho de dinamita GOMA 2 ECO fueron encontrados en la inspección de la misma, sobre las 15:30. Puesto que dichos detonadores llevaban el logotipo de una empresa MAXAM, se pusieron en contacto con los representantes de esta, que confirmaron que los detonadores y el resto del cartucho GOMA 2 ECO correspondían a su empresa. Por ese motivo, según explicó el Comisario, a las 72 horas, con la colaboración de empleados de la empresa  averiguaron que el material explosivo había sido robado en la mina Conchita de Avilés (Asturias) .
En la madrugada del 12, sobre las 2:30, recibió el aviso de que había un artefacto explosivo en el Puente de Vallecas, que los TEDAX consiguieron desactivar en unas tres horas. También relató el hallazgo de restos de explosivos en el registro de la finca de Morata de Tajuña días más tarde, lugar utilizado por los terroristas, que se pudo localizar gracias a la tarjeta del teléfono móvil de bomba desactivada por los TEDAX en Puente de Vallecas
El Comisario Jefe de los TEDAX dijo desconocer en qué pudo haberse basado el subdirector general de la policía, sr. Díaz-Pintado para decir que el explosivo era Titadyne con cordón detonante, y aventuró que podría deberse al desconocimiento y a la costumbre de anteriores atentados de la banda terrorista ETA, donde se había usado esa marca concreta.
En las declaraciones del Comisario Jefe de los TEDAX-NRBQ, ante la Comisión de Investigación Parlamentaria sobre los Atentados del 11 M, a una pregunta del diputado aragonés José Antonio Labordeta (CHA), dijo: "A las 14:00 horas, como son muestras obtenidas en los restos que ha dejado la explosión, lo único que se puede averiguar es que es dinamita, porque lo único que se puede encontrar es nitroglicerina, que es componente común en todas las dinamitas". En el 2006, los autores de las teorías conspirativas descubrieron  que la nitroglicerina no es un componente de la Goma 2 ECO, y creyeron que esta declaración tenía una importancia capital puesto que indica que el explosivo empleado por los terroristas era diferente al que se robó en Asturias.
Posteriormente, Juan Jesús Sánchez Manzano dijo  haberse equivocado y que pronunció dos veces "nitroglicerina" cuando en realidad lo que quería decir era dinamita . Simplemente pensó que la Goma-2, como cualquier otra dinamita, contenía nitroglicerina. En sus declaraciones quedaría la nitroglicerina es el componente fundamental de todas las dinamitas, porque tradicionalmente la dinamita tuvo siempre como componente principal la nitroglicerina. Según el diccionario de la lengua española, la dinamita se define: 1. f. Mezcla explosiva de nitroglicerina con otras sustancias. La Goma2 ECO sustituyó la nitroglicerina por un compuesto químico derivado de ella: el nitroglicol.
En sus explicaciones dijo que la determinación de la marca concreta de los explosivos, Goma 2 ECO, se llevó a efecto por los mismos TEDAX cuando se inspeccionó la furgoneta que utilizaron los yihadistas, a las 15,30 horas de ese mismo día 11. Los TEDAX lo reconocieron de inmediato por ser los cartuchos de explosivo que utilizan en las prácticas, estando presente el Comisario General de Información, Jesús de la Morena Bustillo, quien preguntó a los TEDAX allí presentes varias cuestiones sobre la sustancia explosiva. También explicó que en esa inspección de la furgoneta se hallaron los detonadores que permitieron a los TEDAX averiguar que el explosivo utilizado por los terroristas fue proporcionado por la llamada trama asturiana . Los individuos que componían esta trama  la habían robado en Mina Conchita, una explotación de caolín situada en Tineo- Avilés (Asturias), lo que después quedó debidamente probado en el juicio,.
A preguntas del sr. del Burgo, hizo notar su irritación por la información falsa difundida por el diario El Mundo sobre su posible relación con la esposa de Suárez Trashorras, implicado en la trama de compra-venta de los explosivos usados en los atentados.  Este hecho fue descartado personalmente por el juez Juan del Olmo, aunque la citada información falsa siguió siendo utilizada por ciertos medios como base de una supuesta trama policial. Sánchez Manzano declaró en la Comisión que el juez del Olmo le confirmó que el teléfono que tenía Suárez Trashorras correspondía a un miembro de la Unidad Central de Información Exterior y no al propio Comisario Jefe. Se lamentó de que una simple llamada a ese número por parte del periodista Casimiro García Abadillo, autor del artículo, hubiera sido suficiente para comprobar que el contenido publicado era falso y el teléfono no correspondía al jefe de los TEDAX. 
A preguntas del sr. Olabarría, el jefe de los TEDAX aseguró que existía coincidencia entre los explosivos usados el 11 de marzo y los que posteriormente se encontraron en las vías del AVE, a la altura de Mocejón (Toledo) y en el piso de Leganés donde, en una operación kamikace, se suicidó la mayor parte del comando terrorista. Más tarde, a preguntas del sr. Solá sobre la causa del fallo en el mecanismo de explosión de la mochila número 13 encontrada en Puente de Vallecas, dijo que su departamento lo investigó y conoce el motivo de dicho fallo, aunque por razones de seguridad no pueden hacerlo público.

#### Mariano Rayón Ramos
El sr. Rayón era comisario de la Unidad Central de Información Exterior de la Policía en el momento de comparecer ante la Comisión.
Tras una breve explicación del organigrama de la unidad a su cargo, rechazó con rotundidad que hubiera imprevisión de su unidad, explicando que habían realizado más servicios antiterroristas que en ningún otro país occidental y señaló que, a pesar de ello, era imposible evitar todos los atentados. Indicó que durante el año 2003 se había detenido hasta en tres ocasiones a personas relacionadas con el terrorismo islamista que estaban dispuestas a cometer atentados en España. También señaló que desde finales de 2003, y tal como consta en un informe enviado el 28 de noviembre de 2003 al jefe de la Comisaría Central de Información, sr. Jesús de la Morena, su servicio tenía constancia de que la organización terrorista Al-Qaeda consideraba a España como un objetivo de sus acciones.
Aseguró con rotundidad que el servicio que dirigía no tenía constancia de la preparación de un atentado de corte islamista antes de las elecciones del 14 de marzo. Preguntado por el comisionado por el Partido Popular, sr. del Burgo, sobre una presunta conexión entre el terrorismo islamista y ETA, el sr. Rayón se limitó a decir que "tomaba nota", provocando la hilaridad del resto de comisionados. También a preguntas de este comisionado negó conocer la presunta estancia de etarras en Bagdad antes de la ocupación norteamericana de Irak. Además, precisó que según las investigaciones llevadas a cabo hasta el momento, no constaba participación alguna, material o intelectual, de la organización terrorista ETA en los atentados de marzo en Madrid.
En su argumentación, el sr. del Burgo sostenía la posible conexión entre terroristas islámicos y etarras en la cárcel y sobre la existencia de una carta del terrorista Urrusolo Sistiaga acerca de una posible coordinación entre ambas formas de terrorismo. El sr. Rayón, sin embargo, dijo desconocer la existencia de dicha carta y se negó a relacionar la convivencia de estos presos dentro de la cárcel con algún tipo de colaboración terrorista sin que antes se hiciera la pertinente investigación de esos extremos.
El comisionado sr. del Burgo, interrogó al sr. Rayón sobre las personas que compraron los teléfonos móviles utilizados como temporizadores, y que, en declaración del dependiente que los vendió, hablaban entre ellos una "lengua extraña". El sr. del Burgo preguntó en este punto al compareciente si dicha lengua extraña podría tratarse de euskera, a lo que el sr. Rayón contestó que según conocía de las investigaciones realizadas por la Brigada Provincial de Información de Madrid, se pensaba que estas personas podían ser más bien de origen búlgaro.
De especial trascendencia es la afirmación del sr. Rayón de que su unidad estaba tras la pista del terrorismo islámico como principal vía de investigación desde las 12:30 del sábado día 13 de marzo, entrando en contradicción con las declaraciones en rueda de prensa dos horas más tarde del ministro del Interior, Ángel Acebes, quien aseguró que la línea de investigación prioritaria seguía apuntando a ETA como autora del atentado.

#### Faustino Álvarez Sola
El teniente coronel Álvarez compareció como Jefe de la Unidad Central Especial de la Guardia Civil.
El sr. Álvarez comenzó su declaración con una breve explicación sobre la estructura del Servicio de Información de la Guardia Civil, explicando que su unidad se encarga de las amenazas no referidas a ETA, explicación que desarrolló aún más a preguntas del comisionado sr. Atencia. Indicó en principio que los atentados se cometieron en la demarcación del Cuerpo Nacional de Policía, por lo que la labor de su unidad consistió en el apoyo y la colaboración con los cuerpos policiales que eran competentes en cada caso. Como ejemplos de esta colaboración, expuso que su unidad localizó el 14 de marzo un coche robado cerca de la estación de cercanías de Alcalá de Henares que, al parecer, tuvo que ver con los atentados, y siguió el 19 de marzo con la detención de Rafa Zouhier, implicado en el tráfico de explosivos.
El sr. Álvarez afirmó que el día 11 de marzo a las 14:00 horas llegó la comunicación de que el explosivo utilizado para perpetrar los atentados era titadyne, lo cual hizo que fuese el grupo «UCE 1» de su unidad, dedicado a la lucha conta ETA el que tomara el protagonismo de las pesquisas. Siguió diciendo que hasta el día 13 de marzo por la mañana, su unidad no tuvo constancia de la verdadera marca del explosivo, a pesar de que la policía conocía ese dato desde el día 11 por la tarde.
A preguntas del comisionado sr. Olabarría, el sr. Álvarez dijo no tomar por verosímiles las informaciones relativas a supuestas presiones por parte de ciertos capitanes de la Guardia Civil a un preso con el fin de evitar su comparecencia en la Comisión, tal como en días posteriores denunciaría el diario El Mundo. (El juzgado de instrucción número 3 de Valdemoro abrió una investigación sobre este particular, archivándola el día 14 de julio, cuando el confidente e imputado por tráfico de explosivos Rafa Zouhier se desdijo de sus anteriores declaraciones a la prensa)

#### Jesús de la Morena Bustillo
El sr. De la Morena compareción ante la Comisión como exjefe de la Comisaría General de Información (CGI).
Tras una breve exposición de su currículum profesional y a preguntas del comisionado sr. del Burgo, explicó que el día de los atentados, él se encontraba embarcando en un avión con destino a París, pero que al tener noticia de lo sucedido bajó del avión y se personó en la Comisaría General de Información, en Canillas, donde comenzó a recabar datos sobre el atentado. En un principio, y a pesar de ser ETA la primera sospechosa de la matanza, existían elementos que le hacían dudar de la autoría, ya que nunca antes esta banda había atentado de una forma semejante, aunque también existían elementos que relacionaban a ETA con anteriores intentos de atentar de forma indiscriminada, como en el caso de la bomba colocada en un tren en la estación de Chamartín el 24 de diciembre del año anterior.
A las 12:00 del día 11 se le convoca a una reunión en la Secretaría de Estado de Seguridad junto a los directores y subdirectores de la policía y la Guardia Civil, donde no se extraen conclusiones sobre la autoría. En esta reunión, según cuenta el sr. De la Morena, el sr. Díaz-Pintado (entonces subdirector de la policía) recibió la información de que el explosivo utilizado era Titadyne con cordón detonante, aunque aseguró no saber quien le transmitió ese dato.
Continuando con las preguntas del sr. del Burgo, el compareciente aseguró que a la vista de los datos que se tenían en aquel momento, la afirmación de que el explosivo era Titadyne fue determinante para decantar las pesquisas hacia una posible autoría de ETA, cosa que de otro modo no se hubiera producido.
Sobre la tarde-noche del día 12 de marzo, según declaró en la Comisión, y tras el descubrimiento en la madrugada de ese día de la mochila-bomba de Vallecas, la correcta identificación del explosivo utilizado, el teléfono y la tarjeta SIM, los indicios empiezan a apartarse bajo su punto de vista de la autoría de ETA, compartiendo esa impresión en la reunión que aquella tarde mantiene con el ministro Acebes y el secretario de estado Ignacio Astarloa. A mediodía del sábado, según explicó, las investigaciones se encaminaban claramente en una dirección diferente a la pista etarra. Por todo ello, pidió al entonces subdirector de la policía y al secretario de Estado que no revelasen la inminencia de las detenciones que se iban a realizar con el objetivo de no frustrarlas. (En sus respectivas ruedas de prensa de aquel sábado día 13 de marzo, Eduardo Zaplana a las 13:00 horas y Ángel Acebes a las 14:30, aseguraron que la línea principal de investigación seguía la pista de la autoría de ETA)
Entre sus respuestas, el sr. De la Morena dijo que para los mandos policiales no fue grato que los datos sobre la investigación fuesen comunicados a la opinión pública con tanta rapidez, ya que ello entorpecía enormemente sus investigaciones. Sobre este particular, el sr. del Burgo preguntó al compareciente si, en el caso de haber sabido el sr. ministro del Interior Ángel Acebes la inminencia de las actuaciones policiales contra los terroristas islámicos el sábado 13 de marzo, hubiera sido responsable por su parte ponerlo en conocimiento de la población, a lo que el sr. De la Morena contestó que, evidentemente, no.

### 8 de julio de 2004

#### Miguel Ángel Santano Soria
El sr. Santano es en el momento de comparecer comisario general de la Policía Científica, y era jefe de la policía científica de Madrid en el momento de producirse los atentados.
En primer lugar, el sr. Santano expone que el traslado de la furgoneta Renault Kangoo a las dependencias de la Comisaría General de Policía Científica (CGPC) en lugar de a la comisaría provincial se ciñó estrictamente al procedimiento reglamentario para casos de terrorismo. Explicó también que él no llegó a ver la furgoneta en ningún momento, y que hasta el momento de comparecer, aún no la había visto. A pesar de ello, relató a la Comisión la cronología correspondiente al traslado del citado vehículo, que llegó a las dependencias policiales de Canillas a las 15:30 horas del día 11 de marzo. En este punto, dijo desconocer el modo en que la llamada "mochila número 13" llegó a la comisaría de Vallecas.
Siguió relatando los hechos acontecidos en la mañana de los atentados en lo que a su unidad se refería, tanto en el lugar de los hechos como en el pabellón 6 de IFEMA, donde según contó, se centraron en la identificación de los cuerpos y en la catalogación de los efectos personales de las víctimas.
Sobre la posible autoría de los atentados, dijo a la comisión que no era asunto de su competencia profesional, y que de hecho, fue siguiendo las informaciones de la investigación por la prensa durante los días 11 y 12. Así mismo aseguró que ninguno de los hombres bajo su mando en IFEMA le comentó nada sobre la existencia o no de terroristas suicidas, dado que el trabajo de estos era la identificación y el "enlatado" de los cuerpos y sus efectos personales.
Explicó a la Comisión también que su departamento elaboró en los dos primeros días tras la masacre dos retratos robot, y que posteriormente elaboraron algunos más, pero que en ningún momento fueron responsables de las fotografías que se manejaron a efectos de identificación de sospechosos.
En relación con el teléfono y la tarjeta SIM hallados en la mochila que no llegó a explotar, el sr. Santano dijo a preguntas del comisionado sr. Rascón que fueron entregadas a primeras horas de la mañana del 12 de marzo a la Unidad Central de Información Exterior (UCIE), unidad encargada de forma específica de la lucha contra el terrorismo islamista.

#### Miguel Ángel Fernández Rancaño
Jefe superior de Policía de Madrid.
El sr. Fernández comenzó explicando las actuaciones de la unidad bajo su mando en los meses previos al atentado. Posteriormente dijo que en un primer momento se acordó que la instrucción del atentado fuera realizada por la Brigada Provincial de Información de Madrid, que coordina las actuaciones policiales hasta el día 13 de marzo a las 14:30 en que la instrucción del caso se traslada a la Comisaría General de Información.
Preguntado por el comisionado sr. del Burgo, el sr. Fernández Rancaño aseguró que aquel día 13 a las 14:30 horas, la investigación se centraba por completo en el integrismo islámico, vía que estaba fuertemente reforzada desde el descubrimiento de la tarjeta SIM en la madrugada del día 12.
En su declaración, el jefe superior de la policía de Madrid expuso también las actuaciones policiales paralelas realizadas a consecuencia de los atentados, explicando que él no estuvo por completo dedicado al caso, ya que debía coordinar aspectos como la posterior manifestación del día 12, etc.
Sobre la anteriormente mencionada mochila 13, dijo que según a él le constaba, la mochila no fue trasladada a IFEMA, sino que la transportaron directamente desde la estación de trenes de El Pozo a la comisaría del distrito (Vallecas). Posteriormente indicó que en los primeros momentos tras los atentados, una gran multitud de agentes fuera de servicio y de vacaciones se presentaron para colaborar, y que en una catástrofe de tal magnitud, no era posible conseguir una coordinación perfecta de los agentes, por lo que no es raro que, con toda la buena voluntad de la policía, se hubiera podido cometer algunos errores.
Corroboró además el sr. Fernández Rancaño las declaraciones de los anteriores comparecientes en cuanto a la hora de la desactivación del explosivo y la entrega de la tarjeta SIM a la Unidad Central de Información Exterior en la mañana del viernes 12 de marzo.
A preguntas del comisionado sr. Sola, explicó que el día 11 comenzó visitando Atocha-Cercanías y El Pozo sobre las 8:00, pero que tras una reunión en el Ministerio del Interior, se decidió que se trasladara al pabellón 6 de IFEMA para coordinar y supervisar aquella zona. Aseguró a la comisión que permaneció en dicho pabellón hasta las 3:00 del día 12 de marzo.
Entre otras declaraciones, y preguntado sobre el tema, aseguró que, a pesar de lo dicho por algún medio de comunicación, él no había dicho en ningún momento que el explosivo fuera Titadyne.
Se le siguió preguntando, en este caso sobre el seguimiento de Sarhane Ben Abdelmajid, alias "El Tunecino". A este respecto, el sr. Fernández dijo que este seguimiento pertenecía a una investigación que ya estaba en curso al llegar él a la jefatura en junio de 2003. Que estas investigaciones relacionaban al sospechoso con una célula de captación de adeptos para el terrorismo islamista, pero que no era parte principal de dicha investigación, sino sólo una de muchas personas investigadas. El seguimiento de este sospechoso terminó el día 5 de marzo, y la investigación sobre la célula no terminó hasta el 29 de marzo de 2004. En Madrid, según dijo, no se tenía conciencia del grado de amenaza que existía ya que, de haberse tenido esa conciencia, se hubiera actuado de otra forma.
Preguntado por el comisionado sr. Olabarría sobre si su departamento tenía constancia o especulaba sobre algún tipo de vinculación entre ETA y el terrorismo islamista, respondió que, a pesar de que los grupos terroristas suelen tener contactos entre ellos, en este caso no existía ninguna evidencia que afirmara tal extremo.
El comisionado sr. Llamazares preguntó al compareciente si la policía no relacionó el modus operandi de estos ataques con los atentados del 16 de mayo de 2003 en Casablanca, ya que el explosivo usado en aquella ocasión fue, según indicó el mismo sr. Llamazares que le constaba de forma documental, Goma 2 ECO activada por teléfonos móviles. Sobre el particular, el sr. Fernández Rancaño dijo que desconocía estos datos y que suponía que sus jefes habrían valorado aquella información en su momento.

#### Pedro Díaz-Pintado Moraleda
Ex subdirector de la Policía.
El compareciente comenzó valorando de forma positiva las actuaciones que en materia de lucha contra el terrorismo habían desarrollado las fuerzas de seguridad del estado. Posteriormente pasó a relatar los hehos que acontecieron el 11 de marzo de 2004 en lo que a su experiencia personal se referían. Tanto el director de la policía como él se encontraban en el aeropuerto de Barajas cuando se les informó de los atentados. Tras esto se dirigieron a Atocha donde pudieron observar en primera persona los efectos de las explosiones, para luego dirigirse a la reunión convocada por el ministro del Interior.
En esta reunión, según contó a la Comisión, se produjo un intenso intercambio de pareceres sobre la autoría de los atentados, siendo muy condicionante el hecho de que se hayan producido en trenes, ya que ETA había intentado algunos meses antes atentas en otros trenes sin éxito. Siguió explicando que, requerido por el Secretario de Estado sobre el tipo de explosivo utilizado, llamó al Comisario General de Seguridad Ciudadana, sr. Santiago Cuadro, quien en un principio le contestó con acritud que las prisas por conocer este tipo de informaciones sólo conducían a errores. En el transcurso de la citada reunión, el sr. Cuadro le llamó para decirle que el explosivo era Titadyne con cordón detonante, extremo éste cuya veracidad aseguró reiteradamente.

#### Telesforo Rubio
Comisario general de Información.

### 13 de julio de 2004
El día 13 de julio se reunió la Comisión en una sesión de carácter secreto donde se examinaron diferentes documentos del Centro Nacional de Inteligencia, referentes en su mayor parte a la amenaza del terrorismo islamista desde los atentados del 11-S en Nueva York y de 2003 en Casablanca.

### 14 de julio de 2004
- Francisco Javier Alemán Bellizón, agente de la unidad de guías caninos.
- Luis Martín Gómez, jefe del Grupo Local de Policía Científica de Alcalá de Henares.
- Santiago Cuadro, ex comisario general de Seguridad Ciudadana.
- Jesús Núñez Díaz, Director del Instituto de Estudios sobre conflictos y acción humanitaria.
- Manuel Castells, Sociólogo. Experto en Islam y en el mundo árabe.
- Xabier Picaza, Profesor de Religiones de la Universidad de Salamanca.

### 15 de julio de 2004

#### Baltasar Garzón
Exjuez de la Audiencia Nacional, experto en terrorismo e inhabilitado por el Tribunal Supremo en 2012

#### Eduardo Fungairiño
Fiscal jefe de la Audiencia Nacional, experto en terrorismo.

#### Gemma Martín Muñoz
Experta en el mundo árabe.

### 19 de julio de 2004
- Jorge Dezcallar, exdirector del Centro Nacional de Inteligencia (CNI).
- Alberto Saiz, director del Centro Nacional de Inteligencia.

### 20 de julio de 2004
- José Luis Prieto Carrero, experto en antropología forense.
- Félix Hernando, jefe de la Unidad Central Operativa (UCO) de la Guardia Civil.
- José Manuel García Varela, subdirector de Operaciones Especiales de la Guardia Civil.
- General Vicente Faustino Pellicer, ex-subdirector de Operaciones de la Guardia Civil.
- Santiago López Valdivielso, ex director general de la Guardia Civil.
- Carlos Gómez Arruche, director general de la Guardia Civil.

### 22 de julio de 2004
- Agustín Díaz de Mera, ex director general de la Policía.
- Víctor García Hidalgo, director general de la Policía.

### 27 de julio de 2004
- Agente "Paco", Guardia civil que contactó con el confidente Rafá Zohuier.
- Agente "Víctor", Guardia civil que contactó con el confidente Rafá Zohuier.
- Manuel García Rodríguez, Inspector jefe de estupefacientes de Avilés.

### 28 de julio de 2004

#### Ángel Acebes Paniagua
El sr. Acebes compareció como exministro del Interior.
Aseguró ante la Comisión que en todo momento había ofrecido la información que tenía y que hasta mucho después de las elecciones no había sido posible descartar la hipótesis de ETA.

#### Eduardo Zaplana
Portavoz del PP en el Congreso y ex-portavoz del Gobierno.

#### Ana Palacio
Exministra de Exteriores.

### 29 de julio de 2004
- Alfredo Pérez Rubalcaba, portavoz parlamentario del PSOE.
- José Antonio Alonso, ministro del Interior.

### 15 de octubre de 2004
- Fernando Aldea Juan
- General Pedro Laguna Palacios, exjefe de la Guardia Civil de Asturias.
- Juan Carretero

### 19 de octubre de 2004
- Juan Manuel Calleja Menéndez, comisario jefe de la Jefatura Superior de Policía de Madrid.
- José Luis Bayona Pérez, jefe del servicio de inspección e intervención de armas y explosivos de la Guardia Civil.

### 25 de octubre de 2004
- Rafael Gómez Menor, responsable de la Unidad Central de Información Exterior (UCIE) de la Policía, experto en terrorismo árabe.
- Gerardo Herrero, fiscal Jefe del Tribunal Superior de Justicia de Asturias.
- Yousef Nedal Ziad

### 3 de noviembre de 2004
- Mariano Simancas Carrión, director en funciones de Europol.

### 15 de noviembre de 2004
- Gijs de Vries, coordinador de la Unión Europea para la lucha contra el terrorismo.

### 18 de noviembre de 2004
- Ignacio Astarloa Huarte, ex secretario de Estado de Seguridad.

### 22 de noviembre de 2004

#### Teniente coronel José Antonio Rodríguez Bolinaga
Exjefe de la comandancia de la Guardia Civil en Gijón.
El teniente coronel Rodríguez Bolinaga compareció en su calidad de Jefe de la Comandancia de la Guardia Civil en Gijón en la época en que se produjeron los hechos investigados.
El primero en interrogar al compareciente fue el Comisionado Sr. Atencia Robledo del Partido Popular que le pidió que explicara la estructura jerárquica y territorial de la Guardia Civil en Asturias para establecer su responsabilidad jurisdiccional y operativa. 
A continuación el Comisionado se interesó por cuándo fue la primera vez que el teniente coronel había oído nombrar a los diferentes inculpados. Este manifestó que a Trashorras lo oyó nombrar por primera vez a raíz de su detención por la Policía Nacional en marzo de 2004 en relación con los hechos investigados por la Comisión. En cambio manifestó que el nombre de Antonio Toro lo conocía desde el 2001 a través de una confidencia. El Sr. Atencia le preguntó si con esto se refería a la denuncia de Francisco Javier Villazón Lavandera, que había denunciado una trama de tráfico de explosivos en dos comisarías de la Policía Nacional y que ante la falta de acción de esta se había dirigido a la Guardia Civil. El compareciente respondió afirmativamente pero apuntó que la pregunta era érronea ya que la Policía Nacional, a raíz de esa denuncia inició una investigación llamada Operación Pipol en la que detuvo a 20 personas incautando una cantidad indeterminada de material explosivo. El teniente coronel Rodríguez Bolinaga dijo conocer todo esto solo por la prensa por lo que carecía de detalles operativos e ignoraba si se basó solo en la denuncia de Lavandera.
Volviendo al tema de la llamada de Lavandera a la Guardia Civil, el Comisionado se interesó a continuación por los detalles de la llamada (día, hora, oficial de servicio y reflejo administrativo). El compareciente dijo que la llamada se realizó el 26 de agosto del año 2001, que quedó constancia en un pequeño informe que incluía un extracto de la conversación y que no recordaba el nombre del suboficial de servicio. Sin embargo, podía asegurar que el 
informe fue elevado al Servicio de Información de la Comandancia porque ese era el procedimiento. Manifestó también que no podía asegurar que además se pasara informe al Comandante Jefe de operaciones pero que su opinión era que no se había hecho.
Ante el minucioso interrogatorio del Sr. Atencia, el compareciente manifestó que la primera vez que supo de la llamada fue cuando un teniente de la Policía Judicial le informó de la misma y le entregó un informe operativo de un agente que se había entrevistado personalmente con Lavandera para aclarar los extremos de lo que había denunciado por teléfono.
El Comisionado, dando por hecho que el nombre del agente era Campillo, procedió a preguntar sobre todos los detalles de la entrevista. El teniente coronel manifestó a este respecto que el agente Campillo hizo un informe al cual no se adjuntó ninguna nota informativa de ningún otro agente u oficial. Manifestó también que para hacer el informe se basó en una cinta que grabó durante la entrevista, pero que ignoraba si la había adjuntado. Advirtió que no era costumbre puesto que lo normal era que se circulara solo el informe y la cinta fuera desechada al igual que lo eran las notas manuscritas que preferían tomar otros agentes. El teniente coronel se refirió a la cinta como la "dichosa cinta" manifestando implícitamente su cansancio por la insistencia sobre el tema.
El Sr. Atencia abandonó "temporalmente" (según su propia expresión) el destino de la cinta y pasó a preguntar sobre el contenido de la entrevista entre el agente Campillo y el confidente Lavandera a lo que el compareciente contestó muy brevemente que Lavandera identificó a Toro y facilitó "coches de venta, transferencias y demás" sin nombrar a Trashorras en ningún momento. 
Tras esta breve explicación del compareciente, el Sr. Atencia volvió a preguntar sobre el circuito que había seguido el informe del agente Campillo hasta llegar al compareciente a lo que este contestó que se lo había entregado el teniente Montero que era responsable de Policía Judicial. A la pregunta de que hizo al recibirlo, el teniente coronel contestó que lo había pasado a la Policía Judicial y no al Servicio de Información por considerar que no tenía relación con terrorismo. También explicó, siempre como respuesta a preguntas formuladas, que tras una nueva entrevista entre Campillo y Lavandera en presencia de personal de Policía Judicial, estos últimos se habían hecho cargo del confidente, entrevistándose con él por su cuenta a partir de ese momento, aunque no descartó que el agente Campillo asistiera alguna reunión más con Lavandera. Lo que si le constaba era que el teniente Montero de Policía Judicial había asistido por lo menos a una y quizás a más de una de esas entrevistas, que por lo menos una se había celebrado en la propia comandancia y que en ella Lavandera había dicho lo mismo que lo incluido por el agente Campillo en su informe. 
El teniente coronel manifestó que la primera de esas entrevistas con presencia del teniente Montero se grabó con toda probabilidad pero que la cinta se había desechado por no incluir nada novedoso que no estuviera en el informe del agente Campillo. También manifestó, ante nuevas preguntas sobre el tema, que ignoraba si se habían grabado otras cintas y pidió excusas por no poder evitar sonreír ante la insistencia en el tema de las cintas, que para él no tenían mayor relevancia puesto que eran solo una ayuda para la memoria del agente que debía realizar el informe y que era este el que tenía valor o carecía del mismo.
El Sr. Atencia continuó con sus preguntas sobre las cintas, a lo que el compareciente contestó manifestando que ignoraba quién había escuchado esas cintas pero afirmando que él desde luego no. Se remitió a "su Coronel" -el ahora General Laguna que ya había declarado días antes- para más detalles sobre el destino de las cintas insistiendo que policialmente solo se usaban los informes escritos y que al no aparecer datos nuevos en las entrevistas se había seguido usando como referencia el informe del agente Campillo de la primera entrevista.
El Sr. Atencia manifestó su extrañeza sobre la poca importancia que se le había dado a las cintas y preguntó por qué no habían seguido al informe o se habían elevado por cualquier otro conducto quizás para ser usadas como prueba ante el juez. A toda esta batería de preguntas, el compareciente manifestó que esas cintas no tenían valor judicial ya que estaban repicadas y que él personalmente siempre rechazaba las cintas por ser un mero apoyo del agente sobre el terreno para elaborar su informe que era lo único relevante a efectos policiales.
El comisionado siguió preguntando sobre esa cinta en particular, sobre el uso de cintas en general y sobre por qué no se les daba más valor, a lo que el teniente coronel contestó que era muy laborioso escuchar cintas cuando uno podía leer informes con lo relevante que en ellas hubiera, así como que muchos agentes usaban notas manuscritas o su propia "memoria biológica" para elaborar dichos informes y que él nunca sabía que medio habían usado.
El Sr. Atencia volvió a preguntar sobre las personas presentes en las diversas entrevistas con Lavandera a lo que el compareciente contestó remitiéndose a lo que había dicho antes. El Comisionado afirmó que Lavandera había hablado en la prensa de ocho entrevistas pero el teniente coronel dudó que hubiera habido tantas. A una nueva pregunta este dijo que la Policía Nacional sí que se había entrevistado más veces con el confidente. También dijo que la Policía Nacional les había pasado fotos de los detenidos -en la operación posterior a la denuncia de Lavandera- como por ejemplo Trashorras y Toro, así como "lo que ellos consideraron oportuno" y que ellos habían usado las fotos para identificarlos por ese confidente.
Llegados a este punto, el Sr. Atencia inquirió con gran detalle sobre la Operación Serpiente. El compareciente fue contestando sin salirse nunca del ámbito de cada pregunta lo cual obligó al Comisionado a ir hilvanando una tras otra para conocer todos los extremos. A este respecto, el teniente coronel declaró que él fue el responsable de la operación que fue dirigida operativamente por el teniente Montero, que la operación consistió en investigar el entorno de Toro basándose tanto en sus propios archivos como en los de la Policía Nacional, que la operación fue infructuosa ya que se lanzó en agosto del 2001, precisamente cuando la Policía Nacional ya había practicado todas las detenciones y confiscaciones que podían hacerse a partir de las confidencias de Lavandera ya que este les había dado la información mucho antes que a la Guardia Civil. El compareciente manifiesta que como no tenían nada que presentar al juez que no hubiera sido presentado por la Policía Nacional, decidieron no judicializar la operación. El teniente coronel se lamentó de que Lavandera no les hubiera comunicado que las confidencias que hizo al agente Campillo ya se las había hecho a la Policía Nacional y que por tanto no había nada que investigar que no estuviera siendo ya investigado por ellos. 
A nuevas preguntas del Comisionado, el compareciente declaró que Lavandera solo les dijo una cosa que no hubiera dicho a la Policía Nacional previamente, a saber, que alguien poseía 400 kg de explosivo y que se los quería quitar de encima porque sentía el acoso policial. Atencia preguntó si le constaba al teniente coronel que esta persona era Trashorras quien a su vez era confidente de la Policía Nacional. El compareciente negó ambos extremos y manifestó un cierto malestar por la poca comunicación hacia la Guardia Civil desde la Policía Nacional así como que la investigación de este hecho no había podido continuar por estar toda la trama detenida.
Atencia manifiesta su escándalo ante la falta de comunicación entre los dos cuerpos y el teniente coronel insistió también en su malestar por el mismo tema aunque sin hacer comentario alguno y limitándose a repetir que no les habían pasado apenas información. Llegó a manifestar que la operación Serpiente había sido inútil desde el principio porque los culpables estaban en prisión antes de que empezara. A preguntas del Comisionado, el teniente coronel afirmó no haber elevado informe alguno por la operación fracasada y no recordar si se lo había comentado a su coronel.
En ese momento, Sr. Atienza acusó de temeridad a un compareciente anterior -el General Laguna- por haber revelado la identidad de Lavandera a lo que el teniente coronel contestó que Lavandera había ofrecido una entrevista de prensa en la que aunque no reveló su identidad, la dejó clara para todos los miembros de la Guardia Civil y Policía Nacional que habían participado en las operaciones por lo que él fue el primero en ponerse en riesgo.
Dejando este tema el Comisionado volvió a insistir sobre el tema de la cinta y detalló su conocimiento exhaustivo del contenido de la misma en que se nombraba no solo a Trashorras sino también Marruecos. El Sr. Atencia afirmó que en la cinta se podía oír que Toro estaba buscando "gente que supiera montar bombas utilizando móviles" para poder vender la dinamita. Una vez terminada esta declaración que el compareciente no contestó por no haber recibido pregunta alguna, volvió a preguntar por el circuito que había seguido la cinta a lo que el compareciente constestó lo mismo que había contestado en todas las ocasiones anteriores en que se le había preguntado durante la comparecencia.
El Sr. Atencia manifestó que en una nota pública de la Guardia Civil de fecha 10 de noviembre se afirmaba que se había hecho una copia de la cinta del agente Campillo a lo que el compareciente contestó que él no había redactado esa nota y que quizás quien la hubiese redactado podría responder de esa afirmación. Ante la insistencia del Comisionado, el teniente coronel insistió a su vez en que en Comandancia no se había hecho ninguna copia y que la cinta solo la usó el agente Campillo para redactar su informe. Afirmó que probablemente luego la uso otra vez o que si era vieja la habría tirado. Ante la insistencia del Comisonado, el compareciente reconoció que no podía estar seguro de que nadie había escuchado la cinta o que nadie había hecho copias aunque reiteró que era muy improbable puesto que esa cinta era un recurso del agente Campillo comparable a notas manuscritas en una libreta y nadie quería otra cosa que el informe.
A continuación el Sr. Atencia y el teniente coronel volvieron a repetir el diálogo sobre como la operación de la Policía Nacional se había adelantado a la de la Guardia Civil y ambos se lamentaron de la falta de coordinación, el primero de forma explícita y el segundo de forma tácita, especialmente porque la Policía Nacional no comunicó que había incautado 16 cartuchos de dinamita, confirmando por tanto las confidencias de Lavandera. La única cosa nueva que se dijo en este nuevo intercambio es que el teniente coronel manifestó que Lavandera no había reconocido una foto de Trashorras que se le mostró por lo que, unido al hecho de que la Guardia Civil no sabía que lo de los explosivos era cierto, se empezó a dudar de él.
Volviendo al tema de la cinta, el Comisionado relató que en la nota pública del día 10 -emitida con posterioridad a la publicación por el periódico español El Mundo de una información sobre la existencia de la original o de una copia- se afirmaba que a mediados del 2003 se había encontrado la cinta original en un cajón. Preguntado sobre la veracidad de esta información, el compareciente afirmó que lo ignoraba. El Sr. Atencia le preguntó que cómo era posible que un material de tan extraordinaria importancia pudiera estar tirado en un cajón a lo que el teniente coronel contestó que el único valor que había tenido la cinta era servir de ayuda a la memoria del agente Campillo y que una vez este había concluido su informe, la cinta carecía de valor alguno puesto que su contenido relevante estaba transcrito en el informe. El Compareciente mencionó que muchas veces, los agentes tiraban las cintas en una caja al acabar los informes para que la usara otro o ellos mismos otro día.
El Sr. Atencia preguntó que como era posible que si las cosas eran como decía el compareciente, en la cinta que había aparecido en el cajón pusiera el nombre del agente Campillo en ambas caras. El teniente coronel contestó que si esa cinta era de uso exclusivo del agente Campillo este debería explicar porqué la perdió a lo que el Comisionado respondió que esa había sido su intención pero que lamentablemente la comparecencia del agente Campillo no había sido posible.
El Sr. Atencia preguntó a continuación sobre porqué el guardia que la encontró en el cajón la había conservado un año y sobre a quien se la había entregado el 16 de octubre de 2004. El teniente coronel contestó que ignoraba porqué la había guardado un año pero que ese día se la había entregado a su superior y que este a su vez se la había entregado a él mismo. 
A la pregunta de que había hecho el teniente coronel con la cinta, este contestó que se la había dado al capitán del Servicio de Información el cual le había confirmado que no había nada nuevo en ella por lo que "se había guardado" en la caja fuerte de la ayudantía que el propio teniente coronel carecía de este elemento en su despacho. Preguntado sobre porqué no trasladó a sus superiores la aparición de la cinta, el compareciente reitera que para él esa cinta no tenía valor alguno, maxime cuando Lavandera había sido confidente durante meses tanto de la policía Nacional y habría dado toda la información que había en la cinta a ese cuerpo como probaban la detenciones posteriores a los atentados. Adujo que si la guardó en la caja fuerte fue porque el guardia la había entregado siguiendo un procedimiento formal con recibo por lo que no le pareció procedente desecharla, a pesar de que no tenía ningún valor policial.
Ante estas afirmaciones, el Comisionado le preguntó porqué no dio cuenta a sus superiores de un hallazgo de tal importancia tanto para la investigación como para el conocimiento de la opinión pública a lo cual el teniente coronel reiteró sus razonamientos sobre para que servían las cintas y afirmó nuevamente que pensó que la Policía Nacional disponía ampliamente de esa información.
El Sr. Atencia pregunto al teniente coronel los motivos por los que la había ocultado a lo que este contestó que no la había ocultado y que otras nueve personas conocían su existencia por lo que tal cosa habría sido absurda. El Comisionado preguntó si el teniente coronel la habría ocultado en caso de no haber conocido su existencia tanta gente a lo que este contestó que no había dicho que no la hubiera ocultado porque otra gente supiera que existía sino solo que "habría sido absurdo ocultarla conociendo tanta gente su existencia".
El Comisionado preguntó ahora si el compareciente la había escuchado a lo que este contestó afirmativamente. Ante esta respuesta el Sr. Atencia le preguntó si no consideraba -como otros que la habían escuchado entre los que contó a su propia persona- que su contenido era estremecedor y que indicaba líneas de investigación que adecuadamente seguidas habrían evitado los sucesos que se estaban investigando en la Comisión. El teniente coronel contestó que en la propia cinta el agente Campillo le decía al confidente Lavandera que "esto no tiene nada que ver con el terrorismo" y que él en su momento había aceptado esa conclusión porque siempre hay que dar prioridad a la opinión del agente sobre el terreno.
El Sr. Atencia declaró que en su opinión, en la grabación aparecía más preocupado por las consecuencias de los datos ofrecidos, el confidente que el propio agente Campillo. A continuación repitió su pregunta de si al teniente coronel no le pareció estremecedor su contenido cuando tuvo ocasión de escucharla.
El presidente interrumpió para rogar al comisionado Atencia que fuera terminando porque se estaba alargando en exceso a lo que este respondió que este interrogatorio debía ser más largo ya que sustituía al de varios otros comparecientes a los que no se ha permitido declarar. El presidente aceptó sus razones pero le rogó brevedad.
El Sr. Atencia relató el contenido de la entrevista que Lavandera concedió con nombre supuesto al diario El Comercio de Gijón -en la que había manifestado que él había explicado a la Guardia Civil que Trashorras le había ofrecido dinamita y él lo había denunciado a la Guardia Civil- y preguntó al compareciente cual había sido la reacción de ese cuerpo ante estas revelaciones y si no se habían interesado por saber quién era el que decía aquello. El teniente coronel dijo que desde el primer minuto supo que la entrevista había sido con Lavandera y que la investigación de los atentados del 11 de marzo la estaba llevando la Policía Nacional por lo que no pensó que tuviera que hacer nada ya que ese cuerpo disponía de la misma información o más que la Guardia Civil.
El Comisionado lanzó en este punto una serie de preguntas para saber si el General Laguna, superior en ese momento del compareciente había recabado información sobre la Operación Serpiente a raíz de esta publicación y ante las preguntas a las que lo sometían los periodistas. También preguntó si desde Madrid habían llegado órdenes de no investigar nada. A todo esto, el teniente coronel contestó negativamente y declaró que la única vez en que se había nombrado la operación Serpiente en su presencia con posterioridad a los atentados había sido una reunión en abril cuando su comandancia había sido encargada exclusivamente de averiguar el origen de los explosivos utilizados puesto que era público y notorio que el resto de la investigación lo estaba llevando a cabo la Policía Nacional.
Ahora el Sr. Atencia volvió de nuevo sobre el tema del agente Campillo y preguntó si era cierto que había sido llamado por el compareciente a raíz de la aparición de la cinta. Este lo negó y declaró que fue el propio Campillo el que se presentó en su despacho a pedir la cinta. A nuevas preguntas del Comisionado, declaró que no se la había dado porque un objeto entregado siguiendo el protocolo seguido con ella no puede ser entregado así como así. A continuación y ante una nueva batería de preguntas, el teniente coronel declaró que era falso que hubiera enviado al agente Campillo al sicólogo en ese momento sino que lo había hecho en marzo al constatar que dicho agente sufría una fuerte depresión por creer que habría estado en su mano evitar los atentados si hubiera "investigado más"
El Comisionado Atencia manifestó en ese momento que iba a terminar y que para ello se saltaría temas que llevaba preparados. En esta parte final del interrogatorio, se interesó por las reacciones del teniente coronel ante una nota de la Unidad Central Operativa de la Guardia Civil (UCO) en la que informaba que Toro y Trashorras habían sido nombrados por un confidente llamado Rafa Zouhier. Ante las respuestas lacónicas del compareciente que se limitaba a contestar las preguntas sin arrancarse en discursos explicativos, el Sr. Atencia explicó él mismo las intrincadas circunstancias de la nota que se había circulado en el contexto de una operación -que resultaría al final infructuosa- motivada por las revelaciones de un tercer confidente llamado José Ignacio Fernández (alias Nayo). Según declaró el Sr. Atencia, este confidente también había implicado a Toro y Trashorras en el tráfico de explosivos. El teniente coronel afirmó que tuvo noticia de la nota de la UCO pero no asistió a ninguna reunión relacionada, por ser responsabilidad la operación de la otra Comandancia de la Guardia Civil en Asturias, ni leyó la nota por ser esta secreta. 
El Sr. Presidente de la comisión rogó en ese momento al Comisionado Sr. Atiencia que fuera terminando.
El Comisionado indagó a continuación sobre los procedimientos de distribución de notas secretas tratando de determinar los motivos por los que el compareciente no la había leído y asegurándose de que hubiera sido así a lo que este fue contestando detalladamente.
Siguiendo con esta línea de indagación, el Comisonado se interesó por varios contactos que tuvo el compareciente con la operación de la otra Comandancia a lo que este fue contestando manifestando que se habían limitado a facilitar la información que se les había ido pidiendo y desvelando desavenencias entre ambas Comandancias sobre la forma de llevar la investigación. La conversación se centró especialmente en las actividades del Capitán Maruf y los motivos por los que los fiscales de Avilés rechazaron varias peticiones de este, expresando el teniente coronel sus sospechas de que dicho capitán tampoco había querido compartir su información con los fiscales al igual que no la había compartido con el teniente coronel. El Compareciente negó saber que tras la operación hubiera la propia UCO y manifestó que él siempre pensó que era cosa de la otra comandancia. Llegados a este punto, el Sr, Atencia agradeció la benevolencia del Presidente y puso fin a su interrogatorio.
A continuación el Comisionado Sr. Jané i Guasch de CIU inició su interrogatorio repasando el hallazgo de la cinta en el cajón del mueble, que para entonces ya no estaba en Gijón sino que había sido trasladado a las dependencias de la Guardia Civil en Cancienes. El teniente coronel manifestó que ignoraba como la había hallado este guardia, porqué la había conservado un año y porqué había decidido entregarla en el momento que lo hizo. El Comisionado expresó sus sospechas sobre el hecho que la cinta hubiera sido entregada el día anterior al comienzo de los trabajos de la Comisión. El teniente coronel reiteró que la Policía Nacional disponía de la información contenida en la cinta y que por ello realizó las detenciones de Toro y Trashorras poco después de lo atentados.
El Sr. Guasch declaró que en su opinión el guardia la había guardado a la espera de ver qué declaraban los oficiales de la Guardia Civil e interrogó al compareciente sobre la decisión de guardar la cinta en una caja fuerte. Este reiteró que cuando se la entregaron carecía de importancia puesto que la Policía Nacional ya había hecho uso de esa información y Toro y Trashorras ya estaban detenidos. Admitió sin embargo que quizás "el 14,15 o 16 de Marzo" la cinta podría haber sido útil puesto que entonces aún no se podía asegurar con toda certeza que la Policía Nacional tuviera la información.
El Comisonado preguntó nuevamente por la entrevista del compareciente con el agente Campillo y después nuevamente por las circunstancias del hallazgo. Pregunta a pregunta, el Sr. Guasch fue estableciendo el hecho de que el hallazgo causó consternación y que todos los que la oyeron -especialmente la referencia a "bombas con móviles" y a Marruecos- reaccionaron desentendiose o pidiendo discreción si bien el teniente coronel afirmó que todo el mundo actuó a título personal. También afirmó que dado que fue destituido por esos hechos es evidente que no hizo lo correcto y que él debería haber elevado la cinta para que decidieran su destino sus superiores. A continuación y a preguntas del comisionado, detalló las circunstancias de su cese. El teniente coronel declinó contestar la última pregunta que se refería a su estado de ánimo personal.
A continuación interrogó el Comisonado Sr. Puig de ERC que comenzó con una larga disquisición en la que protestaba por la no-comparecencia, pactada a su juiio entre el PSOE y el PP, de varios testigos relevantes y en especial de Félix Hernando, responsable de la UCO. También manifestó su extrañeza de que el "Sr. Bolinaga" (refiriéndose al compareciente teniente coronel Rodríguez Bolinaga) hubiera sido cesado pero todos sus superiores hubieran sido ascendidos.
En un tono de pregunta más general que los dos anteriores comisionados, el Sr. Puig le pidió al compareciente que explicara el funcionamiento del control de explosivos para la minería. Este lo explicó in-extenso manifestando la poca fiabilidad del método. Para seguir con el tema, el Sr. Puig preguntó si era cierto que en Asturias cualquiera que quisiera explosivo los podía obtener fácilmente a lo que el compareciente dijo que esto se había exagerado mucho y que si bien era cierto que el artillero de cada mina podía sustraer un par de cartuchos cada vez, no había un tráfico a gran escala como mucha gente decía. Aunque le dio la razón, el Sr. Puig citó los testimonios que afirmaban que los decalajes en muchas minas entre consumo real y ficticio daban perdidas sustanciales y sostenidas a lo que el compareciente contestó que muchas veces eran olvidos o pura negligencia narrando como se encontraron 16 kilos abandonados en un almacén sin que el culpable tuviera malicia alguna.
Volviendo a la cinta y al agente Campillo, a preguntas del Sr. Puig el teniente coronel contestó que el motivo aducido por este para querer que le devolvieran la cinta fue que "era suya".
El Sr. Puig terminó su interrogatorio diciendo que para su grupo era mucho más grave que la Guardia Civil supiera que Trashorras y Toro estaban buscando por Madrid a alguien que quisiera cambiar hachís y cocaína por dinamita y no hiciera nada efectivo, que cualquier cosa que hubiera pasado con la cinta, y que por tanto consideraban absurdo haber cesado al "Sr. Bolinaga" y no a muchos otros responsables.
A continuación interrogó al compareciente el Comisionado Sr. Llamazares Trigo de IU.
Le preguntó si era cierto que en el informe operativo de la operación Serpiente aparecía el dato de que Toro le había manifestado a Lavandera que podía suministrar 1000 Kilos de dinamita a la semana, que le había mostrado 40 Kilos que tenía en el coche lo cual es confirmado por el compareciente. En cambio preguntado sobre si en el informe se citaban Marruecos y las bombas con móviles. El teniente coronel lo negó. A una nueva pregunta, declaró que en el 2001, si él hubiera hecho el informe sobre la cinta, tampoco habría incluido estos aspectos.
A continuación ambos debatieron sobre la descoordinación, tanto entre la Policía Nacional y la Guardia Civil como entre las dos Comandancias de la Guardia Civil, como un hecho de lo más lamentable
Finalmente repasaron el tema del control de explosivos -que una vez entregados en la mina, no hay forma de saber si son utilizados allí o distribuidos de contrabando- y las dificultades para gestionar la información de confidentes por su poca fiabilidad y por el hecho de que se basa en la confianza mutua entre estos y su agente.
A continuación interrogó el Comisionado Sr. Labordeta Subías del Grupo Mixto que fue extremadamente breve y tan solo preguntó sobre algunas actuaciones del teniente coronel ajenas al caso (su presencia en Intxaurrondo durante cuatro años y un caso de rehabilitación de unos oficiales de la Guardia Civil resituidos por él a pesar de haber sido acusados de manipulación de pruebas).
Finalmente el compareciente fue interrogado por el Comisionado Sr. Cuesta Martínez del PSOE quien repitió todo el interrogatorio del Comisionado Sr. Atencia pero un tono mucho menos inquisidor. Las únicas cosas diferentes que explicó el compareciente fueron que ante la ausencia de una catarata de preguntas pudo extenderse más sobre las carencias de Lavandera como confidente y sobre cómo la operación Serpiente había sido abandonada ante la poca exactitud de sus afirmaciones y la constatación de que si decía algo importante, la Policía Nacional ya lo había investigado.
- Pedro Laguna Palacios, excoronel jefe de la comandancia de la Guardia Civil en Asturias, general de brigada jefe de la zona de Castilla y León.
- Antonio Búrdalo de Fuentes, coronel jefe de la Guardia Civil en Asturias.

### 25 de noviembre de 2004

#### António Vitorino
Ex-comisario europeo de asuntos de Justicia e Interior.
El Sr. Vitorino comenzó su declaración subrayando la gran estima que a su juicio tenía la Comisión Europea por el trabajo de los sucesivos gobiernos españoles en la lucha contra el terrorismo y por el apoyo constante de la opinión pública española hacia esa lucha. A continuación dijo que como portugués y europeo se sentía directamente atacado por los atentados del 11 de marzo y que los muertos pertenecían a 15 naciones de 3 continentes. Aludió a ellos como "...estudiantes y trabajadores (....) inocentes, nuestros e inolvidables". Para terminar la parte preliminar de su declaración, afirmó que los asesinos de estas personas no eran "...ni guerreros ni mártires sino solo asesinos".
Entrando en la exposición inicial previa la ronda de preguntas de los comisionados, el Sr. Vitorino expuso brevemente la historia de la lucha contra el terrorismo en Europa, remontándola a mucho antes del 11-S aunque reconociendo el gran impulso que para la misma significó este suceso. Como ejemplo del camino a seguir, nombró los éxitos en la lucha contra ETA, atribuyéndolos a la colaboración bilateral entre Francia y España.
Seguidamente desgranó las iniciativas tomadas a raíz del 11-S a nivel europeo y declaró que muchas de ellas habían quedado estancadas, por falta de ratificación de algunos Estados miembros por lo que no estaban en vigor el 11 de marzo de 2004. En este sentido reiteró su satisfacción y la de la Comisión por la premura con la que España había implementado esas decisiones. Volvió a nombrar la colaboración Francia-España como un auténtico modelo para todos y más explícitamente citó los nuevos acuerdos de colaboración entre estos dos países para la lucha contra el terrorismo islámico que acababan de firmarse.
Como grandes líneas de prioridad futura, el Sr. Vitorino señaló la prevención, el estudio de vulnerabilidades y el control de la financiación del terrorismo.
Reconoció que cualquier atentado es en último término un fracaso de la prevención, que esta solo puede funcionar en un contexto de colaboración internacional. Enlazando con el segundo punto, declaró que para la plena operatividad de esa colaboración, se requiere un conocimiento del modus operandi de las redes terroristas que actúan en Europa. Comentó que ese conocimiento solo estaba en sus inicios pero que se podía establecer de manera tentativa que no existía una sola red islámica centralizada sino redes muy locales con un comportamiento de ataque oportunista. A su juicio, estas redes estaban formadas por ciudadanos reclutados en el interior de los países miembros, con el objetivo de terminar con los valores democráticos de su propio país. Reclamó un mayor conocimiento de los métodos de reclutamiento y encuadramiento de estos ciudadanos en organizaciones radicales, pero también llamó a la reflexión más de fondo sobre el contexto en el que esto se producía. Señaló que aunque la pobreza y la marginación pueden seguir siendo factores relevantes, el estudio de los perfiles de los autores del 11-S así como el de los autores del atentado contra Theo van Ghog -entonces muy reciente- nos da más bien como resultado personas muy integradas y con cualificaciones profesionales elevadas. Para terminar realizó un repaso a las nuevas formas de financiación utilizadas por estas redes locales afirmando que trabajaban con muy poco dinero y que por tanto podían financiarse a base de pequeña delincuencia. En este sentido afirmó que estos grupos no tenían preferencia por ningún tipo de delito sino que utilizaban el que pudiera darles la financiación necesaria de manera más efectiva.
Continuando su exposición, el Sr. Vitorino llamó a un control mucho más efectivo del mercado de sustancias explosivas en la Unión Europea aunque advirtió que había muchos métodos e instrumentos al alcance de los terroristas que les permitiría cometer sus delitos incluso si carecían de acceso a explosivos tradicionales.
Volviendo al tema de como son reclutados los activistas radicales en el propio seno de nuestras sociedades y especialmente entre los miembros de la comunidad musulmana, advirtió que la lucha contra el terrorismo se ha de llevar desde el respeto a los valores del estado de derecho, evitando la estigmatización de segmentos enteros de población. Para ello, sugirió el contacto. el diálogo y la colaboración con los líderes moderados de la comunidad musulmana europea como base para la creación de confianza mutua.
Terminó su exposición con un nuevo recuerdo a los muertos y heridos, una mención a las nuevas políticas europeas de ayuda a los afectados y la noticia de la proclamación por la UE del 11 de marzo como el día europeo de las víctimas del terrorismo.
A preguntas del Comisionado Sr. Pujalte, del Partido Popular, el Sr. Vitorino declaró que la amenaza terrorista continuaba presente pero que la expresión "guerra contra el terrorismo" le parecía inadecuada porque ni los medios militares solos podían solucionar el problema, ni era previsible a ningún plazo algo parecido a una "victoria". Afirmó que los medios militares pueden ser útiles para desmontar los campamentos y santuarios de los terroristas pero que además era necesaria la utilización de la policía, los jueces y el resto de medios típicos del estado democrático. 
Afirmó que todos los países deben ser responsables de la seguridad colectiva y que el viejo modelo de colaboración entre servicios de inteligencia basado en un mercado de favores recíprocos era completamente obsoleto, puesto ahora era en interés de cada país que los demás dispusieran de toda la información que él mismo poseía.
Preguntado por el Comisionado Sr. Pujalte sobre si no pensaba que debería valorarse el fracaso en la prevención del 11-M en el contexto de algunos éxitos recientes, el Sr.Vitorino declinó contestar acogiéndose a la obligación formal inherente al cargo de Comisario de no opinar sobre las políticas de los países miembros. También respondiendo al mismo interlocutor, el Sr. Vitorino afirmó que el control de fronteras no es suficiente -ya que esas redes se nutren de ciudadanos nacidos en Europa- aunque reconoció que era muy necesario. 
A preguntas del Comisionado Sr. Guinart de CIU, el compareciente desgranó varias reflexiones sobre medidas de detalle en la prevención de diferentes tipos de atentado subrayando la extrema dificultad de prevenir aquellos que tienen como objetivo redes de transporte urbano.
Preguntado a continuación por el mismo interlocutor sobre hasta que punto la percepción del peligro es la misma en todos los países, el Sr. Vitorino reconoció que en relación con el terrorismo islámico había existido el concepto de que Europa era solo una base desde la que se organizarían atentados en terceros países y que una cierta blandura con estas organizaciones podía garantizar la inmunidad propia, aunque declaró que esto había cambiado totalmente y que era una idea obsoleta que estaba siendo sustituida por la solidaridad entre todos los países del mundo. 
Contestando una nueva pregunta del Comisionado Sr. Guinart. el Sr. Vitorino negó que estuviera en preparación ningún organismo europeo de inteligencia, análogo a la CIA americana, reiterando que la recogida de información era una tarea de cada país miembro, y que la coordinación debía ser en el nivel de análisis. 
A preguntas de la Comisionada Sra. Uría (EAJ-PNV) sobre si Europa tenía suficientes instrumentos jurídicos e institucionales para luchar contra el terrorimo, el Sr. Vitorino afirmó que el modelo europeo de lucha contra el terrorismo incluía la legitimación del estado por la abstención de este de crear jurisdicciones especiales. Opinó a continuación que no era el momento de cambiar el marco jurídico sino de concentrarse en aumentar la capacidad operativa de los medios existentes. 
El Sr. Vitorino quiso rendir un homenaje a la reacción de la sociedad española que tras los atentados no experimentó la ola de racismo y xenofobia que se vivió en otros países en circunstancias similares, citando explícitamente a los Países Bajos con motivo del ya nombrado asesinato de Theo van Ghog.
A la última pregunta de la Comisionada Sra. Uría, el Sr. Vitorino contestó que no veía a España como un país con un riesgo diferencial por causa de la guerra de Irak porque países que no habían participado en ella habían estado a punto de sufrir atentados aunque estos habían sido abortados, aunque afirmó que nunca se puede decir "esto no tuvo nada que ver" con certeza absoluta.
Preguntado por la Comisionada Sra, Barkos-Berruezo sobre la relación entre el atentado de Casablanca y el 11-M, el Sr. Vitorino afirmó que sin entrar en detalles, estaba claro que había una matriz de actividad radical en Europa de origen marroquí. Afirmó también que la colaboración del gobierno de Marruecos era fundamental y estaba siendo muy buena. Abundando en el tema, la Sra, Barkos-Berruezo se interesa por si el día del atentado, el compareciente pensó en esta relación, a lo que el compareciente contestó que el día del atentado le embargaron el horror, la repugnancia y la motivación para luchar contra aquellos asesinos. Finalmente y ante la pregunta directa de la Comisionada, el Sr. Vitorino expreso de forma clara no tener ninguna prueba ni indicio que existiera relación alguna entre ETA y Al-Qaeda.
Continuando con la comparecencia, el siguiente Comisionado, Sr. Hernando felicitó al compareciente por su desempeño del cargo de Comisario y después ambos comentaron varios puntos concretos referentes a cooperación internacional tanto a nivel Europeo como mundial, coincidiendo en que esta no es posible si no existe coordinación en el interior de cada país. Finalmente el Sr, Vitorino volvió sobre el tema de evitar estigmatizar a la comunidad musulmana y de la necesidad de hacer bandera del estado de derecho.

### 29 de noviembre de 2004

#### José María Aznar
El sr. Aznar comparece en calidad de expresidente del gobierno.
El expresidente afirmó que los atentados tenían como objetivo el vuelco de las elecciones, asegurando además que los que planificaron y escogieron precisamente esa fecha no estaban ‘en montañas lejanas ni en desiertos remotos’. A pesar de admitir posibles fallos policiales en torno a la trama de tráfico de explosivos, defendió en todo momento la gestión de su gobierno y de las fuerzas de seguridad del Estado.

### 13 de diciembre de 2004

#### José Luis Rodríguez Zapatero
El sr. Zapatero comparece ante la Comisión como presidente del gobierno.
La comparencia del presidente Zapatero, inmediatamente posterior a la de Aznar, fue la más prolongada de todas y en ella reiteró que los atentados eran, sin duda alguna, obra del terrorismo islámico radical.

### 15 de diciembre de 2004
El día 15 de diciembre de 2004, comparecieron en la Comisión los representantes de las dos asociaciones mayoritarias de víctimas del terrorismo. 

#### Pilar Manjón
La sra. Manjón compareció como presidenta de la Asociación 11-M Afectados del Terrorismo.
Fue esta una intervención muy destacada, donde la presidenta de la asociación 11-M Afectados del Terrorismo acusó a partidos y medios de comunicación de utilizar los atentados en beneficio propio, criticando además la actitud frívola que se vivía en la comisión con abucheos y aplausos a los testigos. En este punto, espetó a los comisionados: "¿De qué se ríen, señorías?". Su intervención generó una gran conmoción social, cambiando drásticamente el ambiente dentro de la propia comisión. Además de estas acusaciones, la presidenta de la asociación 11M Afectados del Terrorismo exigió la creación de una nueva comisión de investigación independiente de los partidos políticos que depurara las responsabilidades sobre los errores y las imprevisiones que condujeron a los atentados.

#### Francisco José Alcaraz
Presidente de la Asociación de Víctimas del Terrorismo (AVT)

## Conclusiones de la Comisión
En marzo de 2005, la Comisión aprobó las recomendaciones que elevaría al gobierno sobre la adopción de nuevas medidas de seguridad destinadas a impedir atentados como los del 11-M y sobre la mejora de la atención a las víctimas. Estas recomendaciones fueron apoyadas por todos los grupos parlamentarios excepto el Grupo Popular, que se abstuvo de participar en la votación.
El Partido Popular solicitó nuevas comparecencias y la continuación de los trabajos de la Comisión, aunque esta denegó ambas peticiones. El 6 de abril de 2005, el Grupo Popular remitió al Congreso un documento titulado ‘Propuestas para la reflexión de la comisión del 11-M’, donde planteaba 17 cuestiones que, a su juicio, carecían de respuesta.
Por su parte, y en su documento de conclusiones, el PSOE acusaba al anterior gobierno de una grave falta de previsión que, en parte, hizo posible la comisión de los atentados. También concluía que tras los atentados, el gobierno del Partido Popular había manipulado la información con un claro objetivo electoral.
Las conclusiones de la Comisión fueron aprobadas por 184 votos a favor, 145 en contra y una abstención (El PP se mostró en desacuerdo con el resto de partidos). Las conclusiones determinan que el gobierno de José María Aznar no previno de forma adecuada la amenaza del terrorismo islamista radical y tergiversó los datos de la autoría del atentado en los días posteriores, insistiendo en hablar de ETA cuando la investigación policial se alejaba de esa hipótesis. 